# Lixophaga fumipennis
Lixophaga fumipennis là một loài ruồi trong họ Tachinidae.